# Gabriel Taltavull i Monjó
Gabriel Taltavull i Monjó (Ciutadella de Menorca, 10 de juliol de 1921 - Ciutadella de Menorca, 25 de febrer de 1989) fou un futbolista menorquí de les dècades de 1940 i 1950.

## Trajectòria
Futbolista menorquí molt destacat durant la dècada de 1940 i inicis de 1950. Es formà a l'Atlètic Ciutadella. L'any 1942 fou fitxat per l'Atlético Aviación, club on jugà durant cinc temporades més de setanta partits de lliga. El 1947 fou traspassat al Gimnàstic de Tarragona, que acabava d'ascendir a primera divisió. Al Nàstic coincidí amb un altre mallorquí, Antoni Esteva Corró. Disputà un total de 72 partits de lliga en tres temporades, la darrera de les quals l'equip descendí a Segona Divisió. L'any 1950 fitxà pel València CF, en substitució de Silvestre Igoa. Al club valencià no reeixí. Les lesions a més el perjudicaren. El 1953 fou cedit al CE Castelló on restà una temporada. Retornà al València on passà una darrera temporada pràcticament en blanc, abans de retirar-se definitivament. En total jugà 12 temporades a primera divisió amb un total de 174 partits disputats i 47 gols marcats.
Disputà tres partits amb la selecció catalana entre els anys 1948 i 1950.
Un cop retirat fou entrenador, majoritàriament a clubs catalans. Dirigí CF Martorell, CF Igualada, UE Lleida (1962-63), Calvo Sotelo CF, CE Europa (1964-65), CE L'Hospitalet, i novament CF Igualada.